# Балтський повіт (Трансністрія)
Балтський повіт (рум. Județul Balta) — адміністративно-територіальна одиниця губернаторства Трансністрія в роки Другої світової війни. Містився на території Одеської та Вінницької областей. Центром повіту була Балта.

## Адміністративний устрій
Балтський повіт складався з міст Балта і Бершадь та сімох районів: Балтського, Бершадського, Ободівського, Ольгопільського, Піщанського, Савранського, Чечельницького.
Керівництво повітом здійснювала префектура на чолі з префектом, а районами керували претури, які очолювали претори.